# Ostrov prince Patrika
Ostrov prince Patrika je jedním z Ostrovů královny Alžběty v Severozápadních teritoriích Kanady. Má rozlohu 15 848 km², což z něj činí 55. největší ostrov na světě a 15. největší ostrov Kanady. Bývá po celý rok zamrzlý, patří proto mezi nejméně dostupné části země. Nejvyšší bod se nachází v pouhých 279 m n. m. a oblast je seismicky aktivní.
V roce 1853 ostrov objevil George Mecham, když ho na jaře toho roku prozkoumal s Francisem Leopoldem McClintockem během expedice Edwarda Belchera. Mnohem později byl ostrov pojmenován po princi Arthurovi, vévodu z Connaughtu a Strathearnu, generálnímu guvernérovi Kanady v letech 1911–1916.
Tzv. Vysoká arktická meteorologická stanice (High Arctic Weather Station; "HAWS") a přidružená přistávací dráha s názvem Mould Bay byly otevřeny v roce 1948 jako součást společného kanadsko-amerického úsilí na podporu sítě meteorologických stanic. Pravidelné pozorování počasí začalo 14. května 1948. Měla dočasně posádku v počtu 10 až 40 lidí. Velikost personálu se běžně zvyšovala v letních měsících, kdy stanice byla zásobována z jihu.
Během období účasti Národní meteorologické služby USA byla tato lokalita známá jako Společná arktická meteorologická stanice (Joint Arctic Weather Station;"JAWS"). Ředitelé byli jak Kanaďané tak Američané. Účast USA skončila v roce 1972. Stanice byla uzavřena v roce 1997 kvůli snížení rozpočtu. Byla nahrazena automatickou meteorologickou stanicí na novém místě. Poslední pozorování počasí zaměstnanci proběhlo 31. března 1997, čímž skončil průběh pozorování počasí lidmi, trvající v letech 1948–1997.
Budovy stále stojí, ale od roku 2007 se jejich stav natolik zhoršil, že by nemohly sloužit pro meteorologická pozorování. Stanice představovala jediné známé dlouhodobé lidské osídlení ostrova.
Ostrov prince Patrika je místo v románu The Lost Ones (1961) od Iana Camerona (Donalda G. Payne). V roce 1974 byl román zfilmován studiem Walt Disney Pictures pod názvem The Island at the Top of the World. Román vypráví o ztracené kolonii Vikingů žijících ve ztraceném údolí na ostrově, na kterém je díky sopkám teplo atd.